# Brooks Reed
Brooks Reed (* 28. Februar 1988 in Tucson, Arizona, Vereinigte Staaten) ist ein ehemaliger American-Football-Spieler auf der Position des Outside Linebackers. Zuletzt stand er bei den Tennessee Titans in der National Football League (NFL) unter Vertrag. Zuvor spielte er bereits für die Houston Texans, die Atlanta Falcons und die Arizona Cardinals.

## High School
Reed ging auf die Sabino High School in Tanque Verde, Arizona. Hier spielte er als Runningback und in der Defensive Line im Highschool-Footballteam.

## College
Reed ging auf die University of Arizona. Hier wurde er ausschließlich als Linebacker eingesetzt.

## NFL
Brooks Reed wurde im NFL-Draft 2011 in der zweiten Runde als 42. Spieler von den Houston Texans ausgewählt. In seiner ersten Saison gehörte er, auf Grund einer Verletzung von Mario Williams, ab dem sechsten Spieltag zur Stammmannschaft der Defense. In seinem ersten Spiel brachte er es auf sechs Tackles, in seinem zweiten Spiel gelang ihm der erste Sack seiner Profikarriere. Im März 2015 wechselte Reed zu den Atlanta Falcons, mit denen er den Super Bowl LI erreichte, welcher aber mit 28:34 gegen die New England Patriots verloren wurde. In den drei folgenden Spielzeiten (2016–2018) verpasste er nur ein Regular-Season-Spiel, bis er schließlich am 9. Februar 2019 einen Einjahresvertrag bei den Arizona Cardinals unterzeichnete und damit in seine Heimat zurückkehrte.
Am 28. November 2020 nahmen die Tennessee Titans Reed für ihren Practice Squad unter Vertrag.